# Place Tel-Aviv
Place Martin-Luther-King
La place Tel-Aviv (en occitan : plaça Tel Aviv) et la place Martin-Luther-King (en occitan : plaça Martin Luther King) sont deux voies de Toulouse, chef-lieu de la région Occitanie, dans le Midi de la France.

## Situation et accès

### Description
La place Tel-Aviv et la place Martin-Luther-King sont deux voies publiques. Elles se trouvent au cœur du quartier de Bellefontaine.
La place Tel-Aviv et la place Martin-Luther-King forment un rectangle irrégulier d'environ 10 000 m2, planté de tilleuls et d'arbres de Judée. Elles sont séparées par la rue de Jérusalem, qui aboutit au sud à la rue André-Maurois. Au nord, la place Tel-Aviv, dont l'espace est entièrement occupée par une zone de stationnement, est limitée par un vestige de la dalle de Bellefontaine, à laquelle donne accès une passerelle métallique. À l'est s'élèvent les bâtiments de l'EHPAD Louis-Douste-Blazy. Au sud, face à la place Martin-Luther-King, se trouve le centre culturel Alban-Minville. Enfin, à l'ouest commence le Petit Bois de Bellefontaine, principal parc public du quartier.

### Voies rencontrées
La place Tel-Aviv et la place Martin-Luther-King rencontrent les voies suivantes, dans l'ordre des numéros croissants :
1. Rue de Jérusalem
2. Rue André-Maurois

## Odonymie

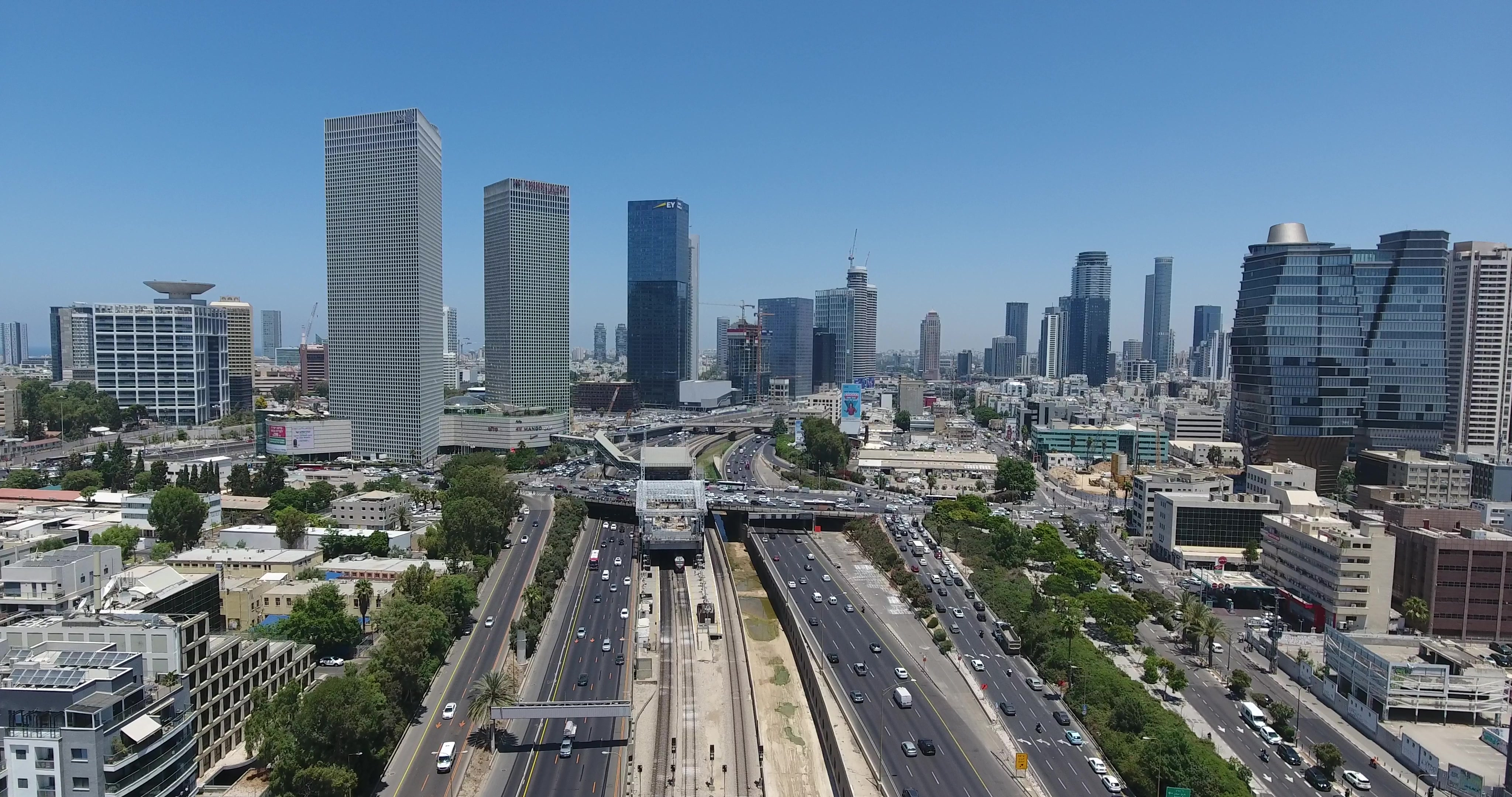
Le quartier d'affaires de Tel Aviv-Jaffa.

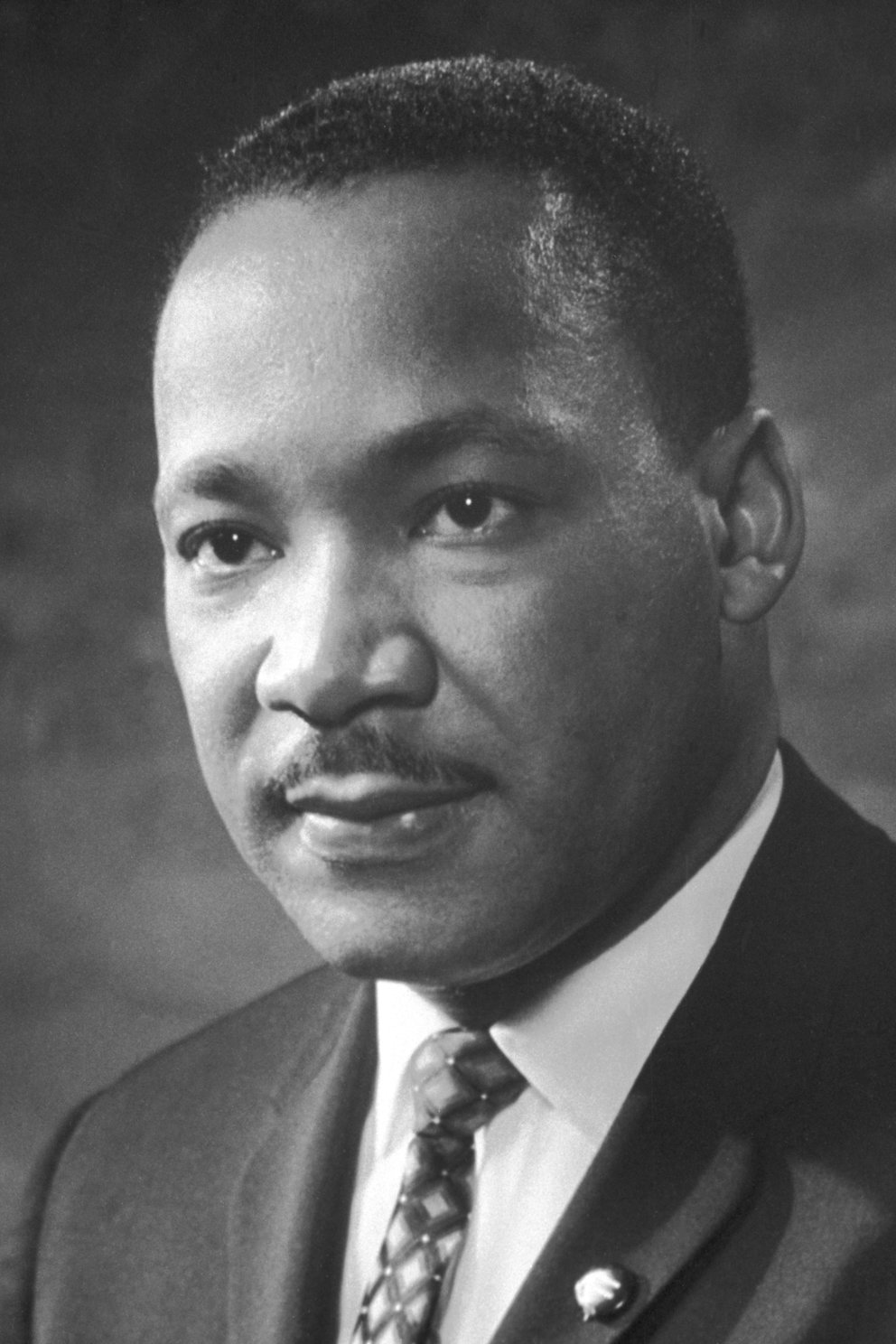
Portrait de Martin Luther King (1964, Nobel Foundation).

C'est en 1962 que la principale place du nouveau quartier de Bellefontaine est nommée en hommage à la ville de Tel Aviv-Jaffa. Elle est d'ailleurs aussi longée par la rue de Jérusalem. Le jumelage entre la ville d'Israël et Toulouse existe depuis 1962, ce qui en fait un des plus anciens accords de jumelage entre des villes françaises et israéliennes, mais aussi le plus ancien accord de jumelage de chacune de ces deux villes. Au début du XXIe siècle, l'accord de coopération porte sur les domaines de l'économie et de la transition écologique.
En 1994, le parvis qui fait face à l'entrée du centre culturel Alban-Minville est renommée en hommage à Martin Luther King (1929-1968). Pasteur baptiste, il est une figure majeure du mouvement américain des droits civiques. Militant non-violent, également engagé pour la paix et contre la pauvreté, il reçoit le Prix Nobel de la paix en 1964. Il est né et a vécu à Atlanta, ville américaine jumelée avec Toulouse depuis 1975. En 2009, à la suite de la démolition de la dalle, le nom de Martin Luther King a été conservé pour une nouvelle place, également aménagée devant le même centre culturel Alban-Minville.

## Patrimoine et lieux d'intérêt

### Centre culturel Alban-Minville
Le premier centre culturel du quartier de Bellefontaine est construit entre 1969 et 1970 sur les plans de l'équipe toulousaine de Georges Candilis, Alexis Josic et Shadrach Woods. Il est financé à moitié par la commune et par l'État, à travers le ministère de l'Éducation nationale et le secrétariat à la Jeunesse et aux Sports. Il reçoit le nom d'Alban Minville, entraîneur des Dauphins du TOEC et, en particulier, d'Alfred Nakache et Alex Jany. Le vaste bâtiment de 3 000 m², traversé par une rue piétonne, est relié au sol, au niveau des circulations automobiles, et à la dalle pour les circulations piétonnes. Il regroupe une maison des jeunes et un centre culturel avec des salles d'exposition et de réunion, un foyer, des ateliers, une salle de spectacle, une piscine couverte, une salle omnisports et une bibliothèque.
En 2006, dans le cadre du Grand projet de ville (GPV), le centre culturel est démoli. Le nouveau bâtiment, qui ouvre sur la place Martin-Luther-King, comprend une piscine, un centre sportif, un cinéma et un centre de loisirs.

### École maternelle Camille-Claudel
Un nouvel édifice est construit entre 2009 et 2010, dans le cadre du Grand projet de ville (GPV) et à la suite de la démolition d'une partie de la dalle de Bellefontaine et de l'immeuble Maurois I. Le bâtiment est placé au niveau de la place Tel-Aviv. En 2010, la nouvelle école Georges-Bastide 2 est renommée en hommage à Camille Claudel.

### Pôle associatif Bastide
L'école maternelle Georges-Bastide 2 est construite en 1970 sur la dalle au nord du quartier de Bellefontaine, au moment du lancement de la seconde tranche de construction du centre commercial. Elle prend le nom de Georges Bastide (1901-1969), philosophe et doyen de la faculté des lettres de l'université de Toulouse – il existait cependant déjà une école maternelle et une école élémentaire du même nom, construites en 1966 au sud du quartier (actuels no 7 et 6 rue du Recteur-Paul-Dottin),.
L'école maternelle est rapidement élevée sur les plans des architectes Georges Candilis, Alexis Josic et Shadrach Woods. Elle ne compte qu'un seul niveau en rez-de-chaussée. Elle possède une ossature de poteaux et poutres en béton, avec remplissage de brique creuse. Elle comprend deux ensembles de quatre classes, composées d'un espace central sur lequel se greffent des espaces « niches », reliées entre elles et disposées en grappes. Les baies vitrées ouvrent sur la terrasse qui sert de cour de récréation.
À la suite de la construction de la nouvelle école maternelle Camille-Claudel, les bâtiments sont dévolus au pôle associatif Bastide. Ils sont partagés par diverses associations de quartier, telles que À la Bellefontaine, un lieu d'accueil enfants-parents de l'association des Pupilles de l'enseignement public (PEP), AFRIKA31 et les Éclaireuses Éclaireurs de France.

### Résidence pour personnes âgées Louis-Douste-Blazy
La résidence de personnes âgées de Bellefontaine est construite entre 1972 et 1975, à la suite du 5e plan en faveur des personnes âgées qui impose de leur réserver 5 % des logements neufs. Elle est élevée sur les plans de l'agence de Candilis, Shadrach et Woods, pour le compte de la société HLM Le Nouveau Logis, sur un terrain qui est cédé gratuitement par la municipalité. Le plan s'inspire des études menées pour la construction des collèges de Bellefontaine (actuel no 5 cheminement Francisco-de-Goya) et de Reynerie (ancien no 1 rue de Kyiv) : quatre corps de bâtiment d'un étage, encadrant une cour intérieure carrée. La résidence compte plusieurs pièces de vie commune – une salle à manger, une cuisine et une infirmerie en rez-de-chaussée, deux salons dans les étages –, ainsi que 80 logements possédant une petite cuisine et une salle de bains.
En 2018, le bâtiment est démoli et remplacé par une nouvelle résidence, achevée en 2019, pour le compte du Centre communal d'action sociale (CCAS). Le nouvel établissement d'hébergement pour personnes âgées dépendantes (EHPAD) a reçu le nom de Louis Douste-Blazy (1921-2012), professeur de médecine et père de Philippe Douste-Blazy. Il compte 70 chambres d'une superficie d'environ 25 m² et équipées d'une salle de bain.

### Petit bois de Bellefontaine
En 1962, lors de l'aménagement du quartier de Bellefontaine, les architectes Georges Candilis, Alexis Josic et Shadrach Woods décident de conserver et de mettre en valeur une partie du parc du château de Bellefontaine, qui est pour sa part démoli. Il se développe le long de la terrasse de la Garonne d'où s'échappent de nombreuses sources qui servaient à alimenter des cressonnières. Les arbres conservés sont des marronniers, platanes et chênes. D'autres plantations sont également effectuées. En 2017, le Petit Bois de Bellefontaine est réaménagé par l'équipe toulousaine des paysagistes d'Urbicus, avec la plantation de 300 arbres et la création de 10 000 m2 d'espaces verts. Elle inclut également la création de quatre nouvelles aires de jeux.
- Pigeonnier de Bellefontaine. 
Le pigeonnier qui faisait partie du château de Campagne – devenu château de Bellefontaine – est construit au XVIIIe siècle. Il est bâti en briques et construit sur un plan carré. Il repose sur quatre arcades voûtées en plein cintre. Les niveaux sont délimités par des cordons. La frise de plaques émaillées bleues sert de protection, empêchant les prédateurs d'atteindre les trous d'envol des pigeons. L'élévation est couronnée d'une corniche moulurée qui supporte un toit en pavillon couvert de tuiles[16].